# Шницлер, Клод
Клод Шницлер (фр. Claude нем. Schnitzler; род. 1949, Страсбург) — французский органист и дирижёр.

## Биография
Клод Шницлер окончил Страсбургскую консерваторию по двум специальностям, в дальнейшем совершенствовался как дирижёр в зальцбургском Моцартеуме. С 1971 г. титулярный органист Страсбургского кафедрального собора, одновременно в 1972 году, с созданием Национальной рейнской оперы, занял в ней должность хормейстера. С 1975 г. также был ассистентом Алена Ломбара в Страсбургском филармоническом оркестре. В начале 1980-х гг. постоянно сотрудничал с Парижской оперой. С 1986 г., не прекращая работы в Страсбурге, руководил оркестром в Ренне. В 1989—1995 гг. главный дирижёр созданного в Ренне Оркестра Бретани. Исполнял и записывал многие произведения композиторов, связанных с этим регионом, — в частности, впервые записал Первую симфонию и несколько других сочинений Поля Ле Флема (1993); в этом же русле лежит и осуществлённая Шницлером в 2010 г. с тем же оркестром запись альбома оркестровых сочинений Жана Краса. Записал и несколько дисков как органист. Он делит свое время между оперой и симфоническим концертом, где традиционный репертуар сочетается с современным. Он направлен на создание Жан Продромидс «s Гойи в Монпелье и Марсель; французская премьера оперы Бриттена Оуэна Вингрэйва (в Опере дю Рейн).
Он замечательно дебютировал в Венской государственной опере в опере Гуно « Ромео и Джульетта» и сразу же был снова принят на работу в следующие сезоны: «Богема» , « Лючия ди Ламмермур» , « Ромео и Джульетта» , «Сказки Гофмана» , «Любовный напиток» , Манон Массне и Кармен Бизе . Среди других проектов - « Ариана и Барб-Блю» Дюка в Ницце, «Проданная невеста» Сметаны и «Летучая мышь» в Венской государственной опере, «Травиата» в Меце, «Сказки Гофмана» в Ренне,«Летучий голландец» в Дижоне и симфонические концерты, в частности с Симфоническим и лирическим оркестром Нанси . В Опере дю Рейн он поставил множество спектаклей, самые последние из которых - « Шашлык» Оффенбаха , « Риголетто » Верди , « Замок Синей Бороды» Бартока и « Ариана» Мартину .